# Prinzzess
Prinzzess (Miami, Florida; 6 de febrero de 1985) es una actriz pornográfica estadounidense.

## Biografía
Nació con el nombre de Sarah Pershing, en el seno de una familia con ascendencia nativoamericana (cheroqui y semínola), hondureña y húngara. Sus padres eran misioneros que se trasladaron de una comunidad Amish, aunque ellos no lo eran, a Belice cuando tenía seis años. Sus padres pertenecían a la Iglesia Adventista del Séptimo Día. Antes de cumplir los 18 años se trasladó a Jacksonville.
Comenzó su carrera en el cine para adultos a la edad de 18 después de hacer algunos pases como modelo de desnudos durante unos meses. Su primera escena de sexo fue con Jessica Jaymes en la película Can you be a pornstar?.
Prinzzess fue una de las primeras actrices contratadas por la compañía de cine de temática lésbica Girlfriends Films. Fue nombrada Pet of the Month de la revista Penthouse en octubre de 2004. 
Desde 2011, mantiene una relación sentimental con la también actriz porno India Summer, con la que ha rodado varias películas juntas.
Ha rodado más de 320 películas como actriz.

## Premios y nominaciones
| Año  | Ceremonia             | Resultado | Premio                                       | Trabajo                       |
| ---- | --------------------- | --------- | -------------------------------------------- | ----------------------------- |
| 2011 | Premios AVN           | Nominada  | Mejor escena de sexo lésbico                 | Women Seeking Women 65        |
| 2011 | Premios AVN           | Nominada  | Mejor escena de masturbación                 | All by Myself 4               |
| 2012 | Premios AVN           | Nominada  | Mejor escena de sexo lésbico                 | Lesbian Sex                   |
| 2012 | Nightmoves            | Ganadora  | Best Feature Dancer                          | —                             |
| 2013 | Premios AVN           | Nominada  | Mejor escena de sexo lésbico                 | Lesbian Sex 9                 |
| 2013 | Premios AVN           | Nominada  | Mejor escena de sexo lésbico en grupo        | Please Make Me Lesbian 7      |
| 2013 | Nightmoves            | Nominada  | Best Feature Dancer                          | —                             |
| 2013 | Sex Awards            | Nominada  | Porn's Best Body                             | —                             |
| 2013 | Sex Awards            | Nominada  | Sexiest Adult Star                           | —                             |
| 2013 | Premios XBIZ          | Nominada  | Mejor escena de sexo en película lésbica     | Lesbian Sex 9                 |
| 2014 | Premios AVN           | Nominada  | Artista lésbica del año                      | —                             |
| 2014 | Premios AVN           | Nominada  | Mejor escena de sexo lésbico                 | Women Seeking Women 94        |
| 2014 | Premios AVN           | Nominada  | Mejor escena de masturbación                 | Single White Female           |
| 2014 | Nightmoves            | Nominada  | Best Adult Film Star Feature Dancer          | —                             |
| 2014 | Nightmoves Fan Awards | Nominada  | Best Adult Film Star Feature Dancer          | —                             |
| 2014 | Premios XBIZ          | Nominada  | Artista lésbica del año                      | —                             |
| 2015 | Premios AVN           | Nominada  | Artista lésbica del año                      | —                             |
| 2015 | Premios AVN           | Nominada  | Mejor escena de sexo lésbico                 | Women Seeking Women 100       |
| 2015 | Premios AVN           | Nominada  | Premio fan: Estrella porno femenina favorita | —                             |
| 2015 | Nightmoves            | Ganadora  | Hall de la Fama                              | —                             |
| 2015 | Nightmoves            | Nominada  | Best Adult Film Star Feature Dancer          | —                             |
| 2015 | Nightmoves Fan Awards | Nominada  | Best Adult Film Star Feature Dancer          | —                             |
| 2015 | Premios XBIZ          | Ganadora  | Artista lésbica del año                      | —                             |
| 2016 | Premios AVN           | Nominada  | Artista lésbica del año                      | —                             |
| 2016 | Premios AVN           | Nominada  | Mejor escena de sexo lésbico                 | Women Seeking Women 110       |
| 2016 | Premios AVN           | Nominada  | Premio fan: Estrella porno femenina favorita | —                             |
| 2016 | Premios XBIZ          | Nominada  | Artista lésbica del año                      | —                             |
| 2016 | Premios XRCO          | Nominada  | Mejor artista lésbica                        | —                             |
| 2017 | Premios AVN           | Nominada  | Artista lésbica del año                      | —                             |
| 2017 | Premios AVN           | Nominada  | Premio fan: Culo más épico                   | —                             |
| 2017 | Spank Bank Awards     | Nominada  | Born To Hand Job                             | —                             |
| 2017 | Spank Bank Awards     | Nominada  | Queen of Cunnilingus                         | —                             |
| 2017 | Premios XBIZ          | Nominada  | Artista lésbica del año                      | —                             |
| 2018 | Premios AVN           | Nominada  | Artista lésbica del año                      | —                             |
| 2018 | Premios XBIZ          | Nominada  | Artista lésbica del año                      | —                             |
| 2018 | Spank Bank Awards     | Nominada  | Queen of Cunnilingus                         | —                             |
| 2019 | Premios XBIZ          | Nominada  | Artista lésbica del año                      | —                             |
| 2019 | Spank Bank Awards     | Nominada  | Finger Banging Phenom of the Year            | —                             |
| 2019 | Spank Bank Awards     | Nominada  | Most Talented Tongue                         | —                             |
| 2019 | Premios XRCO          | Nominada  | Star Showcase                                | Prinzzess: A Decade Of Desire |
| 2020 | Premios XBIZ          | Nominada  | Artista lésbica del año                      | —                             |
| 2021 | Premios AVN           | Nominada  | Artista lésbica del año                      | —                             |